# 沃洛德米里夫卡 (沃倫州)
50°49′41″N 24°23′45″E / 50.82806°N 24.39583°E
沃洛德米里夫卡（烏克蘭語：Володимирівка，羅馬化：Volodymyrivka，發音：[wɔlɔdemerʲiu̯kɐ]）是烏克蘭西部沃倫州沃洛德米爾區济姆内市镇的村莊。始建於1235年，面積1.06平方公里，海拔高度199米，2001年人口267，人口密度每平方公里251.89人。